# 新・魔界水滸伝
『新・魔界水滸伝』（しんまかいすいこでん）は、栗本薫によるSF小説。

## 概要
全20巻をもって完結した『魔界水滸伝』の続編として、『魔界水滸伝』の時代（20世紀終盤）から5000年後、機械・科学文明の銀河第一帝国と、超能力・精神文明の銀河第二帝国とが「千年戦争」を戦う銀河宇宙を舞台として描かれる物語。安西雄介、加賀四郎といった一部の人物が共通して登場することを除けば、時代、舞台、モチーフとも『魔界水滸伝』とはまったく異なる物語が展開されている。
『魔界水滸伝』の第一部「魔界誕生編」、第二部「地球聖戦編」の後を受ける形で、第三部「銀河聖戦編」として1995年3月に角川文庫から書き下ろしで刊行が開始された。表紙、口絵、挿絵はいのまたむつみが手がけている。1996年11月までに4巻が刊行されたが、その後は刊行が途絶え、栗本が2009年に死去したため、未完となった。
作中で登場する「カイザー転移装置」や「ファイファ・システム」といったアイテムは、同じ作者によるヒロイック・ファンタジー小説『グイン・サーガ』にも、謎の超古代文明の遺物である「古代機械」や「星船」に関連して登場している。

## あらすじ
※以下は第1巻までの内容である。
銀河の辺境星域の各地で、奇妙な現象が起こった。108の彗星からなる彗星雨が宙域の一点から発生し、各地の空を駆け抜けたのちに消滅したのだ。その宙域は、かつて巨大なブラックホールが突如出現したのちに突如消滅した宙域クランベル・ポイントとほぼ一致していた。
他にもその宙域で頻発する奇怪な現象は、機械・科学文明を謳歌する第一銀河帝国に対する、超能力・精神文明を標榜する第二銀河帝国による心理攻撃との関連を疑わせた。そこで、その対策を講じるため、第一帝国の王子セイ・グランヴァルドは、側近であるシルフィン・クロス、第一宇宙伯ライディン・ファイアーブラス、銀河将軍ミラ・グランディールを招集し、それらの現象の調査を開始することを決定した。
その頃、クランベル・ポイントにほど近い銀河辺境の惑星ラシルダで、2人の男が保護されていた。それはタナトス生命体との恐るべき闘いを終えて眠りについた、禍津神・安西雄介と、その懐刀の参謀・加賀四郎であった。宇宙服も身に着けずに漂流していたところを保護され、長い眠りから覚醒した彼らは、この世界は、彼らの時代からすでに何千年も経過した世界であり、彼らの故郷である地球――銀河文明発祥の地である惑星テラがすでに失われ、伝説の中にのみ存在する星となっていることを知った。
彼ら2人の発見は、すぐさま第一帝国の中枢へと伝えられた。一連の現象との関連を疑ったセイの命により、安西と加賀は第一帝国の首都ラクラジルへと護送されることとなった。その時、自らの超能力を用いて一連の現象を観相していたシルフィンから、驚くべき事実が告げられる。安西は非常に巨大なエネルギーの持ち主であり、そのエネルギーは、かつてクランベル・ポイントに出現し、消滅したブラックホールのものと一致するというのだ。
第二帝国出身の羽根を持つ美しい少女との出会いなどを通じて、第一帝国の厳格な身分社会の実態を知った安西は、第一帝国に対する複雑な思いを抱えつつ、加賀とともにカイザー転移装置によって、ラクラジルへと転送された。そして、第一帝国王子セイと初めて対面した安西は、予想もしていなかった驚愕に襲われることとなった。

## 主要な登場人物
安西雄介
禍津神。クランベル・ポイント近傍の宇宙空間を漂っているところを保護され、自らのエネルギーに同化させて保護していた加賀四郎とともに、惑星ラシルダで覚醒した。惑星ラクラジルで第一帝国の王子セイ・グランヴァルドと対面したのち、弟・安西竜二の消息を求めて、惑星カンディングラスへ向かう。
加賀四郎
安西雄介の懐刀にして参謀。長い白髪交じりの前髪、銀縁めがね。安西雄介のエネルギーに取り込まれる形でともに保護され、のちに安西と分裂して、惑星ラシルダでともに覚醒した。安西とともに惑星ラクラジルに赴いたのち、惑星カンディングラスへ向かった安西と別れてラクラジルに残る。
セイ・グランヴァルド
第一銀河帝国の王子。《戦闘王子（バトル・プリンス）》。金髪、群青色の瞳、少女のような顔立ちの美少年。額の真中に宝石「グランヴァルスの血」が埋め込まれている。第一帝国を司る超巨大情報処理システム《マザー》の人間性をつかさどる部品として、《マザー》が保存する受精卵の中から選別されて、王子として孵化された。
シルフィン・クロス
セイ・グランヴァルドの第一の側近にして参謀。第一帝国の誇る《三人神》の一人。観相者。白銀の長髪、すみれ色の瞳。恒星から遠く離れた惑星セルフィダの出身で、通常の視力は持たないが、精神波の反射によって物体を捉える能力を持つ。
ライディン・ファイアーブラス
第一帝国の第一宇宙伯。第一帝国の誇る《三人神》の一人。後ろにたばねた長髪、アイス・ブルーの瞳。驚異的な記憶力の持ち主で、惑星ラクラジルで生まれた生粋の貴族としてのプライドに満ちた冷徹な男。
ミラ・グランディール
銀河将軍にして伯爵。第一帝国の誇る《三人神》の一人。超重力惑星ノランの出身で、身長・体重ともに並外れた超戦士。鋼鉄色の短髪、鍛え上げられた均整の取れた体。セイ・グランヴァルドを偶像崇拝に近いほど熱愛している。
セイヤ・アスタシア
銀河第二帝国の王女。惑星タジールの猫神族。すらりとした人間の体に、長く伸びた金色の毛に覆われた、真紅の瞳の猫頭と、下半身の後ろに突き出た蜂の胴部、たてがみと翼の中間のような長い羽毛を持つ半人半獣の美しい女性。
シリン・レイ・アスタシア
セイヤ・アスタシアによって惑星カンディングラスに送り込まれたゲリラ。《アスタシアの白い小悪魔》。つりあがった金色の目、白銀色の長髪、セイ・グランヴァルドと瓜二つの美少年。安西雄介の子を名乗るサイコ生命体。両性具有者であり、女性形はセイヤ・アスタシアのサイキック・ツインでもあるセイヤ・リー。
安西竜二
西海竜王。惑星カンディングラスの上空から出現してさまざまな奇跡を起こし、民衆の反乱を扇動する指導者となった。通称《カンディングラスの精霊》。シリン・レイを救うためにカンディングラスへやってきたが、その後、何者かにマインド・コントロールされたらしい。安西雄介と再会したことにより、マインド・コントロールは解除された。
伊吹風太
《火の民》の若長。惑星アルラス近傍の宇宙空間に出現し、第一帝国の偵察艇「オルラス」を消滅させた。通称「オルラス・モンスター」。安西竜二と同じく、何者かによってマインド・コントロールされているらしい。

## 作品一覧
角川文庫 刊
1. 銀河聖戦編 1 （1995年3月25日発行） ISBN 4-04-150042-7
2. 銀河聖戦編 2 （1995年5月10日発行） ISBN 4-04-150043-5
3. 銀河聖戦編 3 （1996年2月25日発行） ISBN 4-04-150046-X
4. 銀河聖戦編 4 （1996年11月25日発行） ISBN 4-04-150047-8